# Бабий Яр. Контекст
«Бабий Яр. Контекст» (укр. Бабин Яр. Контекст, англ. Babi Yar. Context) — полнометражный документальный фильм 2021 года украинского режиссёра Сергея Лозницы об оккупации Украины немецкими войсками в 1941 году, уничтожении мирного населения в Бабьем Яру, освобождении Украины в 1943 году и последующих процессах над нацистами. Как и ряд предыдущих работ Лозницы, представляет собой монтажный фильм, составленный из чёрно-белого и цветного архивного киноматериала, снятого в 1940-е годы. В фильме нет закадрового текста, имеются англоязычные интертитры и английские субтитры.
Фильм был выпущен совместно голландской компанией Atoms & Void при поддержке украинского Мемориального центра Холокоста «Бабий Яр».
Спецпоказ фильма состоялся 11 июля 2021 года на Каннском кинофестивале. В России фильм был показан, в частности, на фестивале «Послание к человеку» и на Международном фестивале еврейского кино (в качестве фильма закрытия).

## Хронология
Июнь 1941 года. Немецкие войска вторгаются в СССР. Горят деревни. Ведут колонны советских военнопленных.
Июль 1941 года. Львов занимают немцы, население радостно встречает захватчиков цветами и приветственными плакатами. Сцены публичных издевательств над обнажёнными жертвами, за которыми наблюдает безучастная толпа. Со здания срывают огромный портрет Сталина и вешают портрет Гитлера.
Киев готовится к обороне. По пока ещё мирным улицам ездят трамваи, гуляют дети. Уже стоят противотанковые ежи, строятся брустверы, из мешков сооружаются оборонительные укрепления посреди улицы. Крещатик снят с высоты птичьего полета.
Август 1941 года. Во Львове проходит торжественная встреча с немецким генерал-губернатором Франком, выступают люди в национальных костюмах. 
Сентябрь 1941 года. Армия вермахта въезжает в Киев. В лагере военнопленных местные женщины забирают своих мужей. На улицах вешают портреты Гитлера. Происходят взрывы в центре Киева, заминированного НКВД перед отступлением. Немецкие солдаты выносят не успевшие взорваться ящики с тротилом из Музея Ленина.

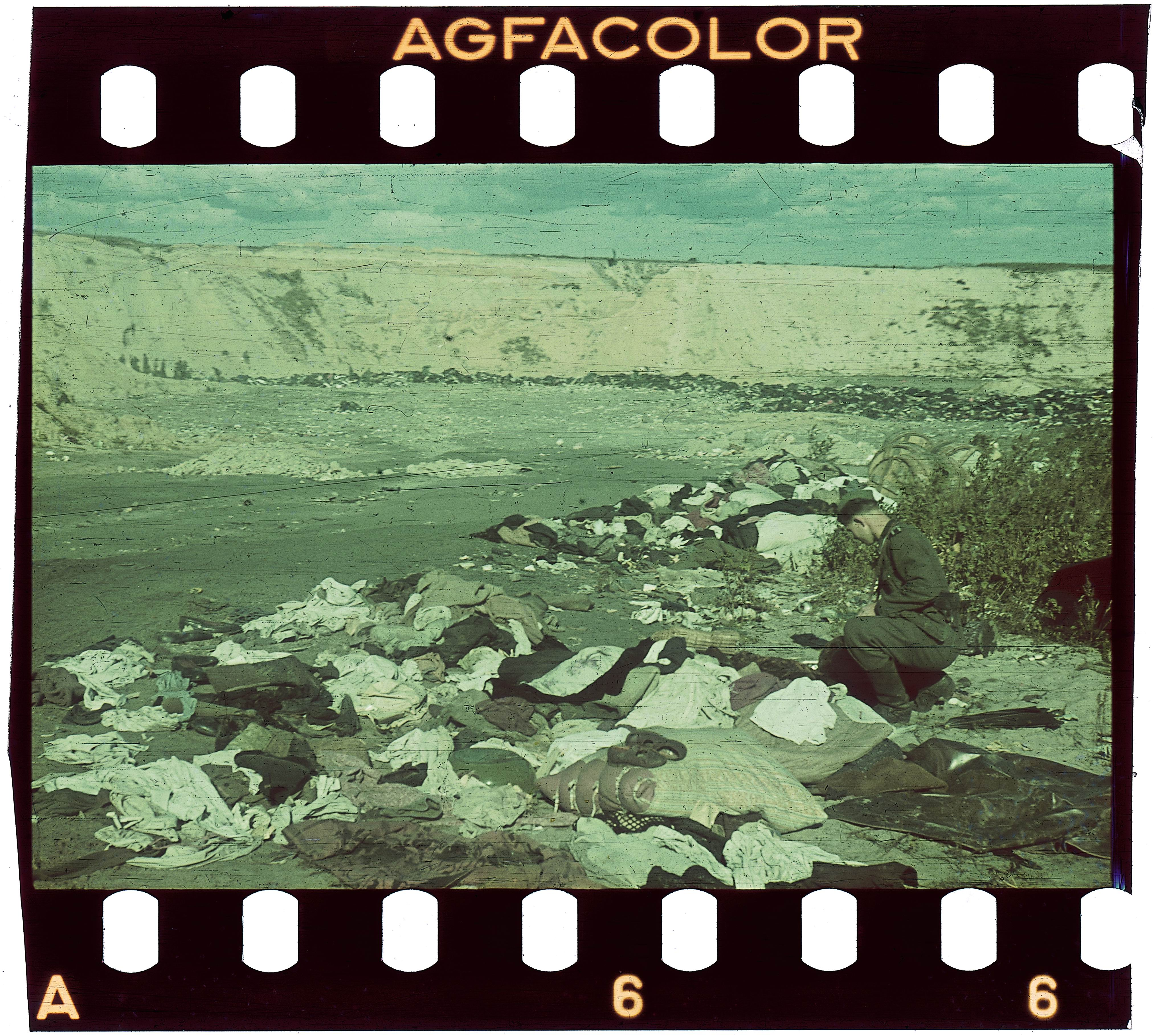
Вещи расстрелянных в Бабьем Яру (фото Йоханнеса Хеле) — один из архивных кадров, вошедших в фильм

Сентябрь 1941 года. Начинается истребление еврейского населения Киева: «Все жиды города Киева и его окрестностей должны явиться в понедельник 29 сентября 1941 года к 8 часам утра…» Этот период показан через фотографии: лица в толпе, крупные планы, Бабий Яр до и после расстрелов. Приводится большая цитата из статьи «Украина без евреев» Василия Гроссмана, опубликованной в 1943 году. 
Октябрь 1941 года. Уничтожение евреев в Лубнах также дано серией фотографий.
Ноябрь 1943 года. Армия вермахта отступает, Красная армия входит в Киев, его жители срывают со стен портреты Гитлера. Группа американских журналистов посещает Бабий Яр, один из выживших рассказывает о происходивших расстрелах.
Июль 1944 года. Советская армия входит во Львов, на площади проходит торжественная встреча, на которой выступает генерал-лейтенант Никита Хрущёв и польский офицер Армии Крайовой.
Январь 1946 года. Проходят суды над нацистами. На процессе в Киеве о зверствах фашистов рассказывает профессор  Артоболевский. Допрашивают обвиняемого, обер-ефрейтора Ганса Изенмана, участвовавшего в расстрелах. Свидетельствует Дина Проничева, одна из спасшихся жертв Бабьего Яра. При огромном стечении народа на площади Калинина в центре Киева происходит публичная казнь 12 немцев на виселице.
Декабрь 1952 года. Киевский горсовет принимает решение о замыве Бабьего Яра пульпой из отходов кирпичного завода. Рядом с Бабьим Яром строят многоэтажные дома.

## История создания

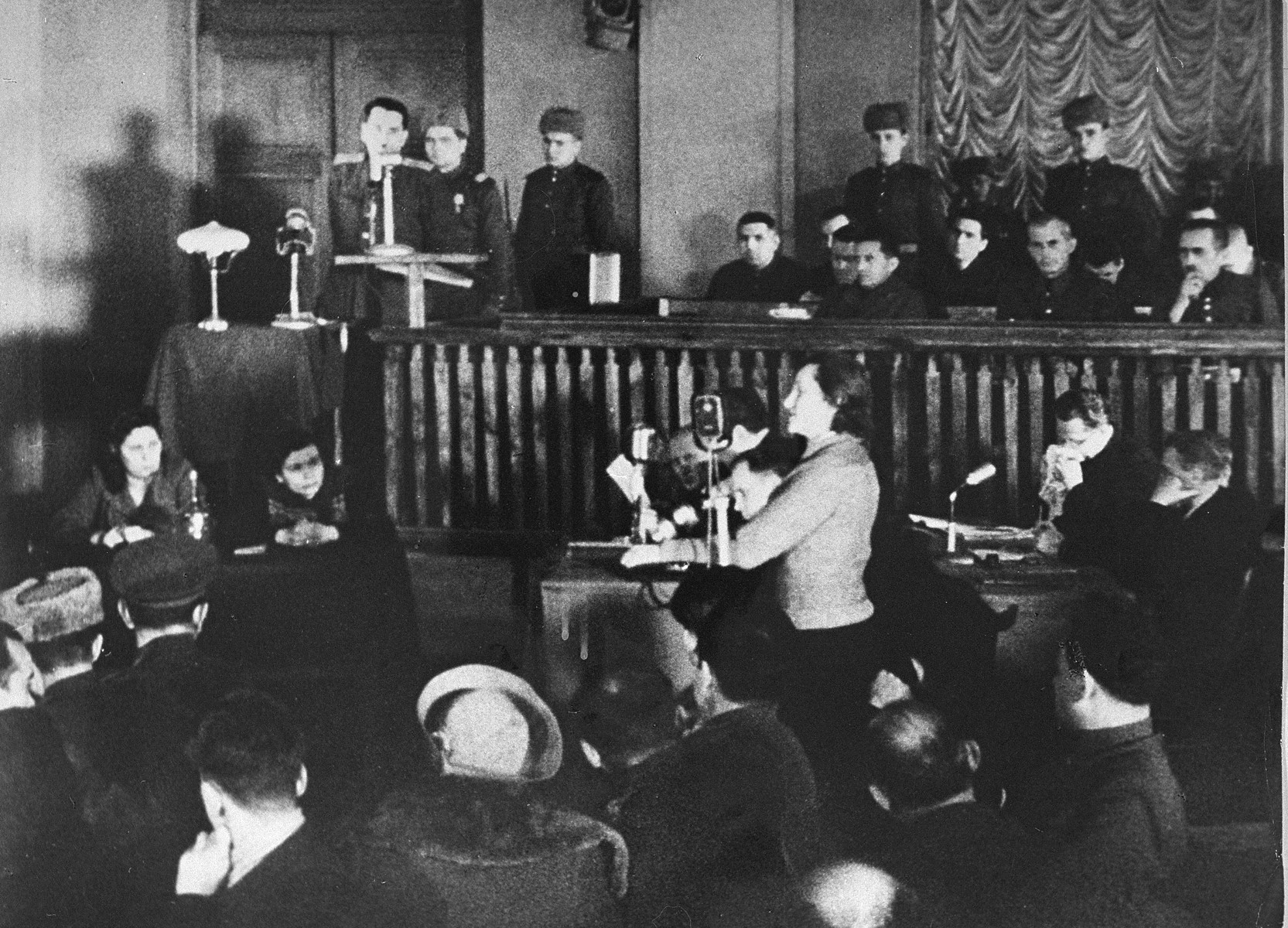
Выступление Дины Проничевой на суде в январе 1946 года

Будучи киевлянином, Лозница вырос в соседнем c Бабьим Яром районе, хотя ничего не знал о трагедии 1941 года, о которой в советское время предпочитали молчать. В студенческие годы он прочитал роман «Бабий Яр» Анатолия Кузнецова, эта книга произвела на будущего режиссёра огромное впечатление. Он задумал игровой фильм о Дине Проничевой, одной из немногих спасшихся из Бабьего Яра, и в 2012 году начал работу над сценарием фильма. Со временем для Лозницы стало ясно, что «в картине об этой трагедии не может быть главного героя», свою задачу он видел в том, чтобы «реконструировать события начиная с июня 1941 года, когда нацистские войска перешли советскую границу, и до начала октября 1941-го», осветив самый массовый расстрел евреев в истории Холокоста.
В марте 2020 года стало ясно, что из-за пандемии ковида работа над игровым фильмом будет приостановлена, и художественный руководитель киевского Мемориального центра Холокоста «Бабий Яр» Илья Хржановский обратился к Лознице с предложением создать проект для Мемориала: так возникла идея сделать монтажную документальную картину, основанную на уже собранных к тому времени материалах. Сначала это обсуждалось как проект инсталляции: планировалось, что Лозница представит 3-5-минутные видео. Однако, сделав несколько эпизодов, режиссёр понял, что «из этой мозаики… складывается полнометражный фильм». Работа над ним длилась год с весны 2020-го, фильм был закончен за несколько дней до начала Каннского фестиваля. Идея игрового фильма не была оставлена: по словам Лозницы, «эти два фильма будут дополнять друг друга. В документальном фильме я представляю те материалы, которые были сняты. В игровом смогу представить то, что не было снято, но чему есть свидетельства».
Основные источники для хроники, показанной в фильме «Бабий Яр. Контекст», — это Российский государственный архив кинофотодокументов в Красногорске и Бундесархив, а также использовал материалы из киевского Архива Пшеничного, из региональных немецких архивов (в частности, Штутгартского) и из частных немецких архивов. Фотографии Йоханнеса Хелле, снимавшего в Бабьем Яре и в Лубнах, были получены из Гамбургского института социальных исследований. В Красногорске было найдено полное выступление Дины Проничевой на Киевском процессе 1946 года, длящееся 8,5 минут. В целом, хроникальные кадры сняты «совершенно разными людьми: и операторами немецких рот пропаганды, и советскими военными операторами, и немецкими офицерами и солдатами, у которых были любительские камеры». При этом съёмок расстрелов нет, поскольку они были запрещены и не проводились.
Исходно многие кадры были сняты без синхронного звука, поэтому звуковой ряд был добавлен на этапе производства фильма. В результате в фильме «слышны или голоса (подреставрированные, разумеется) держащих речь людей, или воссозданный с помощью звукового дизайна фон: шумы самолета, грохот взрывов, лязг гусениц, треск огня, человеческий говор» Работа над фильмом, в том числе озвучивание, проходила в Вильнюсе.
В середине фильма Лозница решил вставить фрагмент эссе Гроссмана «Украина без евреев»: «Он практически библейский, он как поэзия, как молитва. Это эмоциональная кульминация фильма», после которого следует «послесловие».

## Критика
По словам Сергея Лозницы, он «с самого начала собирался закончить фильм кадрами замыва Бабьего Яра. Для меня эта картина — о забвении. О трагедии, которая была забыта». В свою очередь, Антон Долин пишет о том, что «Лозница хочет раз и навсегда положить конец заговору молчания, вроде бы давно потерявшему актуальность (говорить о трагедии Бабьего Яра не было принято в СССР), но до сих пор магическим образом действующему на умы: разговаривать-то об этом уже можно, но все еще слишком страшно». Противник Лозницы — «забвение, позволяющее не говорить и не думать о событиях, которые случились вообще-то не так уж давно и не так уж далеко». Фильм построен «не как расследование с вынесением приговора виновным и не как отстраненное историческое обобщение с бухгалтерским подсчетом трупов и геополитическими выводами», это «фильм-мемориал, и он посвящён, во-первых, жертвам трагедии, во-вторых — памяти о них и, может быть, вообще исторической памяти».
Слово «контекст» в названии фильма киноведы объясняли тем, что «Лозница не изолирует массовые расстрелы в киевском урочище Бабий Яр, а показывает и вынесенный в заглавие фильма контекст — от вторжения нацистов в СССР до послевоенных лет; таким образом, действие охватывает около 15 лет».
Долин называет жанр, на котором специализируется Лозница, «архивным хоррором»: в фильме «нет садомазохистского наслаждения сценами пыток и смертей», при этом, «как наглядно показал Каннский фестиваль, вообще мало что может сравниться по силе воздействия с такой хроникой. После показа люди выходили из зала молча, чуть ли не пошатываясь».
По мнению критика журнала «Искусство кино» Андрея Карташова, в фильме нет «ничего, что могло бы показаться крамолой российским властям», при этом режиссёр «полемизирует с глорификацией войны», и в конце фильма «мы видим именно то, как конструируется память в официозном дискурсе. Узнав о произошедшем, советские власти сразу начинают замалчивать неудобную еврейскую тему».
Как считает критик журнала «Сеанс» Алексей Гусев, реставрация архивных кинофотоизображений с помощью новейших цифровых технология, а также шумовое озвучание, имеет особое значение: «Лелеять историческую аутентичность хроникальных кадров значило бы придать им кощунственный „музейный шарм“: вот, мол, какие ужасы бывали когда-то. Реставрировать их — значит констатировать: фашизм не прошел, катастрофа всё ещё здесь, у нее нет срока давности, в ней нет ничего постижимого, а значит, ничего, что могло бы устареть».

## Награды
- 2021 — Каннский кинофестиваль 2021 — Золотой глаз (специальный приз жюри)[10][11]
- 2021 — Фестиваль «Послание к человеку» в Петербурге — главный приз международного жюри и приз FIPRESCI[12][3]